# Vagos (freguesia)
Vagos is een plaats (freguesia) in de Portugese gemeente Vagos en telt 4010 inwoners (2001).